# Yaksamyeong-dong
Yaksamyeong-dong (koreanska: 약사명동)  är en stadsdel i staden Chuncheon i provinsen Gangwon i den norra delen av Sydkorea, 75 km nordost om huvudstaden Seoul. 